# Знатоков Юрій Володимирович
Юрій Володимирович Знатоков (6 лютого 1926—1998) — український композитор. Заслужений діяч мистецтв України.
Народився 6 лютого 1926 в Батумі. Помер 11 жовтня 1998 в Одесі. Закінчив Одеську консерваторію (1951, клас А. Когана). Учасник Німецько-радянської війни. Був директором музичної школи (1951, 1953—1962).
Автор музики до кінофільмів і телефільмів («Комеск», «Останнє пасмо» та ін.). Нагороджений орденами Червоної Зірки, «Знак Пошани», медалями. Був членом Національної спілки композиторів України.
У 1962—1998 роках проживав у будинку на вулиці Гоголя, 7, на фасаді встановлена меморіальна таблиця.